# 匯南墓群
匯南墓群位於重慶市丰都县新縣城區內，是中國目前已知的最大漢墓群。

## 历史
1992年，四川省文物考古研究所進行三峽工程淹沒區文物調查時確認為墓群，1993～1994年，四川省文物考古研究所對該墓群之廟嘴梁子、李家梁子進行過發掘。匯南墓群分布範圍東起龍河與長江交匯處，西至峽南溪，長約3．5公里，寬約1公里，為緩坡與平壩、沖溝交錯分布的狹長地帶，其中心大約位於東經107°42'、北緯19°53'，在海拔高程150～195米是墓葬分布最為密集的中心區域。1998年，四川省文物考古研究所為配合三峽工程建設，對該墓群進行發掘。經過十餘年的考古發掘已出土文物10萬餘件，墓葬形式有土坑墓、岩坑墓、石室墓、磚室墓，其時代從西漢早期到南朝晚期，大致延續600餘年。專家估計該墓群的墓葬數量可能多達一萬座。
1996年9月16日公佈為四川省第四批省級文物保護單位。2000年9月7日列為第一批重慶市文物保護單位。2013年3月5日列為第七批全國重點文物保護單位。